# 菲律賓每日快報
菲律賓每日快報，俗稱每日快報，是一份菲律賓每天出版的報紙，該報紙於1972年9月5日首次發行，1987年停止發行。